# 太原理工大学人民武装学院
太原理工大学人民武装学院，是一所位于山西省太原市西矿街的高等职业教育学院。

## 历史沿革
学校的前身是成立于1993年10月的山西省人民武装学校。
- 1993年10月，山西省人民武装学校创办，由山西省军区和山西省人民政府共同领导。
- 2001年，经山西省人民政府、山西省军区批准，学校挂靠太原理工大学，并更名为太原理工大学人民武装学院。9月25日学院正式挂牌成立。

2001年5月，山西省人民政府晋政函[2001]175号文件，同意成立山西省人民武装学校挂靠太原理工大学，并规定“人民武装学院成立后，人、才、物管理体制不变”。根据太原理工大学、山西省人民武装学校联合办学协议书规定，山西省人民武装学校更名为太原理工大学人民武装学院，按大学专科层次办学，学制三年。学院保持“军地共管，以军为主”的领导体制。

## 院系设置
多年来，学校只有人民武装、国防经济2个专业。 